# Avetik Isahakian
Avetik Isahakian (în armeană: Ավետիք Իսահակյան; în rusă: Аветик Саакович Исаакян, n. 31 octombrie [S.V. 19 octombrie] 1875 (Alexandropol) - d. 17 octombrie 1957) a fost un poet armean, decorat cu Premiul de Stat al URSS (1946) (Premiul Stalin) și membru al Sovietului  Suprem al Republicii Socialiste Sovietice Armenia. 
A scris versuri de un vibrant lirism inspirate din folclorul național, pe tema protestului legat de nedreptățile sociale sau a descris, în stil proletcultist, transformările aduse de socialism în țara sa.

## Scrieri
- 1898: Cântece și răni ("Jerger u verkher")
- 1911: Abūʼl Alā al-Maarī
- 1922/1938: Mher din Sasun ("Sasna Mher")
- 1927: Lilit
- 1929: Pipa răbdării ("Hamberanki čibuhe")
- 1941: Chemare la luptă ("Rasmakoč").